# Tue
Tue eller Thue er et olddansk drengenavn afledt af Thorbjørn, der igen kommer af gudenavnet Thor (torden) fra den nordiske mytologi og dyrenavnet bjørn. Ifølge Danmarks Statistik bærer 929 danskere navnet i 2007.

## Kendte personer med navnet

### Fornavn
- Tue West, dansk sanger
- Tue Bjørn Thomsen, myrdet dansk IBC verdensmester i boksning
- Tue Abelskov, tv-reporter for DR

### Efternavn
- Jonas Thue, navnelægger til Bryggeriet Tuborg (Thuesborg) i Hellerup

## Navnet anvendt i fiktion
- Tue og kæresten Rikke bor på kvisten i tv-serien Huset på Christianshavn.
- Tue er hovedpersonen i Harald Kiddes roman Aage og Else.

## Andre anvendelser
- Tue bruges om en forhøjning i jorden. Heraf ordsproget: Liden tue kan vælte stort læs.
- Tue er et lokalområde i Darum Sogn, Esbjerg Kommune.
- Myretue er betegnelsen for myrernes bo.